# Cratere Eurytus
Eurytus è un cratere sulla superficie di Febe.